# Уайт-Ривер (национальный лес)
Уа́йт-Ри́вер (англ. White River National Forest) — национальный лес в западной части штата Колорадо, США. Площадь леса составляет 2 285 970 акров (9251 км²). На востоке граничит с национальным лесом Сан-Исабель, на севере — с национальным лесом Арапахо и национальным лесом Раутт, на юге — с национальным лесом Ганнисон и национальным лесом Гранд-Меса. Состоит из двух частей, между которыми расположено несколько населённых пунктов на дорогах I-70 и SH 82.

## Общая информация
Территория национального леса занимает части округов Игл, Питкин, Гарфилд, Саммит, Рио-Бланко, Меса, Ганнисон, Раутт и Моффат.
В 1891 году президент Бенджамин Харрисон внёс территорию современного национального леса в состав Резервата Уайт-Ривер-Плато, второго резервата в стране. В 1905 году резерват был переведён в статус национального леса по решению президента Теодора Рузвельта.
Основная часть национального леса занята Скалистыми горами. Самая популярная среди туристов часть леса — район вокруг Марун-Беллс. На территории дикой природы Марун-Беллс — Сноумэсс имеются 6 вершин, превышающих по высоте 4200 м и 9 перевалов на высоте более 3500 м, а также свыше 100 миль пешеходных троп. Ещё одно популярное место — близ реки Кристал на границе Уайт-Ривера и Ганнисона.
Национальный лес с востока на запад пересекает магистраль I-70, с севера на юг — US 24.
Штаб-квартира администрации национального леса Уайт-Ривер располагается в городе Гленвуд-Спрингс. Отделения лесничества имеются в Аспене, Карбондейле, Игле, Микере, Минтерне, Райфле и Сильверторне.

## Территории дикой природы
Несколько частей национального леса имеют статус МСОП Ib — «Территория дикой природы». Это — самые строго охраняемые природные участки в США, доступ к ним открыт только пешим ходом или на лошади.
- Иглс-Нест (Eagles Nest, с 1978 года, 537,85 км², частично на территории национального леса Арапахо)
- Коллиджит-Пикс (Collegiate Peaks, с 1980 года, 677,5 км², частично на территории национального леса Сан-Исабель и национального леса Ганнисон)
- Марун-Беллс — Сноумэсс (Maroon Bells-Snowmass, с 1980 года, 734,65 км², частично на территории национального леса Ганнисон)
- Птармиган-Пик (Ptarmigan Peak, с 1993 года, 51,6 км²)
- Рэггидз (Raggeds, с 1980 года, 264,64 км², частично на территории национального леса Ганнисон)
- Флат-Топс (Flat Tops, с 1975 года, 951,88 км², частично на территории национального леса Рутт)
- Хантер — Фрайингпэн (Hunter-Fryingpan, с 1978 года, 331,95 км²)
- Холи-Кросс (Holy Cross, с 1980 года, 496,94 км², частично на территории национального леса Сан-Исабель)